# Železniční nehoda ve Studénce 2008
Železniční nehoda ve Studénce byla srážka vlaku se zřícenou konstrukcí mostu, která se udála 8. srpna 2008 v 10:30 hodin v České republice asi 20 kilometrů jihozápadně od Ostravy. Mezinárodní vlak EC 108 Comenius jedoucí na trase Krakov – Praha narazil v železniční stanici Studénka do konstrukce opravovaného silničního mostu, která se několik sekund před tím zřítila na železniční trať. Zemřelo 8 lidí (5 žen a 3 muži), asi 95 dalších bylo zraněno. Úmrtí osmé oběti bylo oznámeno v médiích 30. září 2008.

## Rekonstrukce mostu

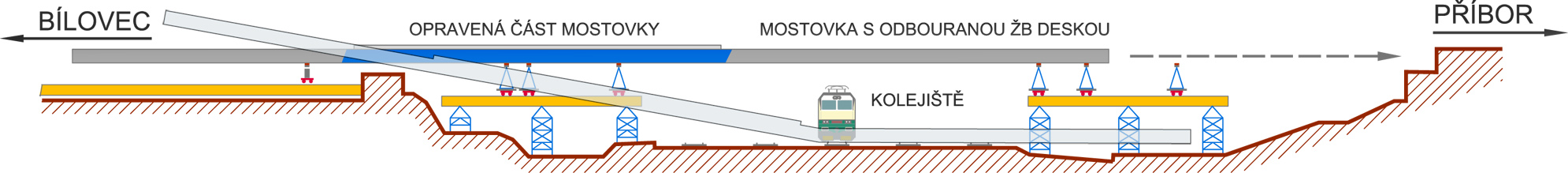
Poloha mostu v den nehody

Nadjezdem ve Studénce překračuje silnice II/464 železniční trať č. 270. Původní 82 m dlouhý most z roku 1961 sestával z pěti rovnoběžných, vzájemně do tvaru roštu propojených, ocelových, plnostěnných nosníků, které byly nahoře spřaženy s železobetonovou deskou vozovky. Rekonstrukce počítala s tím, že původní narušená železobetonová deska bude odbourána a místo ní postupně nabetonována nová. Aby práce neprobíhaly nad kolejištěm a neohrožovaly tak bezpečnost železniční dopravy, byla celá mostní konstrukce hydraulicky pozvednuta a odsunuta cca o 28 m směrem na severozápadní, bíloveckou stranu, kde byla také provedena betonáž první části vozovky.
Technicky se posun prováděl tak, že pod oběma konci mostu byla postavena pomocná ocelová podpůrná konstrukce, sestávající z devíti příhradových věží, na něž byla uložena vždy trojice oranžových nosníků zasouvacích pojezdových drah, po níž mohly pojíždět robustní ocelové vozíky. Přes trojici vozíků byl vždy položen příčný příhradový nosník, na který byla přes vyrovnávcí podložky uložena nosná konstrukce mostu. Příčníky byly, stejně jako původní podpěry, rovnoběžné s kolejemi - most s nimi svíral úhel 58°.
Dva dny před nehodou bylo zahájeno zpětné zasunování mostu na původní místo, směrem na jihovýchodní, příborskou stranu. Průběh prvního čtyřmetrového kroku se poněkud zkomplikoval kvůli zablokování vozíků. Stavaři museli most pozdvihnout, vozíky vyrovnat do přímého směru a s denním zpožděním dokončili plánovaný posun. V osudný den se připravoval druhý, čtyřmetrový krok zasunutí mostu, mostovka se přizvedávala, přesunovaly se vozíky a příčníky do výchozí polohy. Z jednoznačně neobjasněných příčin došlo při této činnosti k několikadecimetrovému prudkému poklesu bíloveckého konce, a následnému rozvlnění či rozkmitání celé mostovky. Výše zmíněná nekolmost podpěr pak mohla způsobit vznik torzních kmitů a bočních vodorovných sil. Ale podpůrná konstrukce ještě několik sekund odolávala tomuto nepředpokládanému dynamickému namáhání, takže většina dělníků stihla utéci mimo nebezpečí. Potom se na příborské straně most, vážící několik set tun, sesul z podpůrné konstrukce směrem na jih, přičemž odhodil pojezdové dráhy směrem na sever. Na bílovecké straně došlo k odtržení krajní z pojezdových drah a most zůstal šikmo ležet na betonové podpěře a silničním náspu. Po dopadu se most zdeformoval natolik, že v prostoru třetí koleje dolehl až na úroveň terénu a lokomotiva se s ním tedy střetla v úrovni nárazníků.
Poškození mostu, vzniklá v důsledku nehody, byla tak zásadní, že jeho oprava prakticky nepřicházela do úvahy. Nově vyrobený most, téměř identický s původním, byl otevřen 24. července 2009, tedy necelý rok po nehodě.

## Havárie

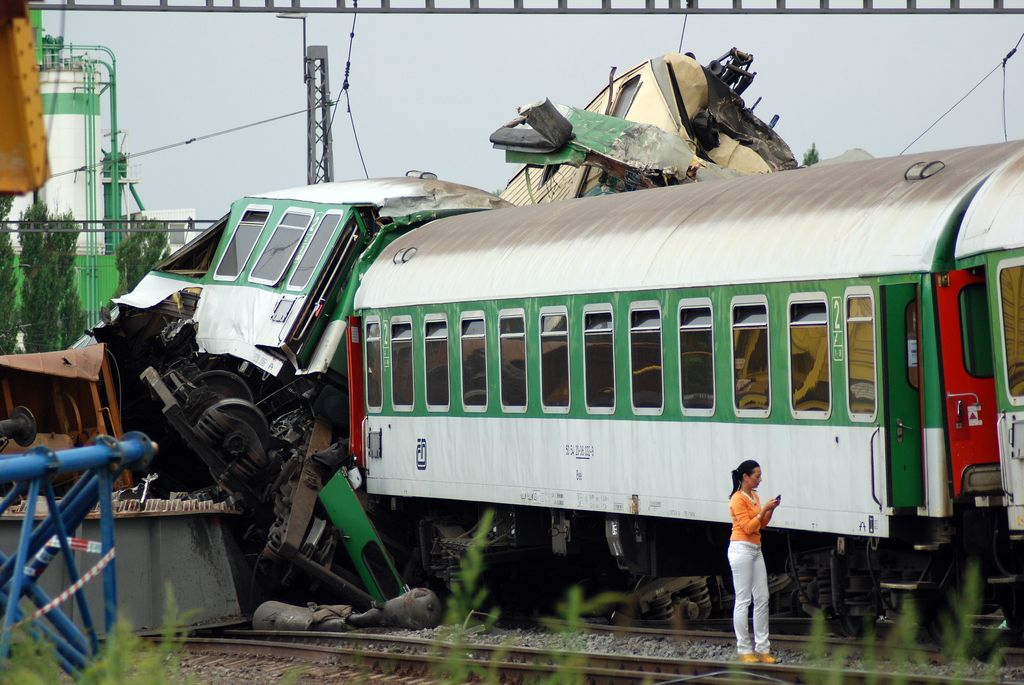
Nabourané vozy, šedé pokroucené ocelové mostní nosníky bez betonové desky, modrá ležící příhradová věž (8. srpna)

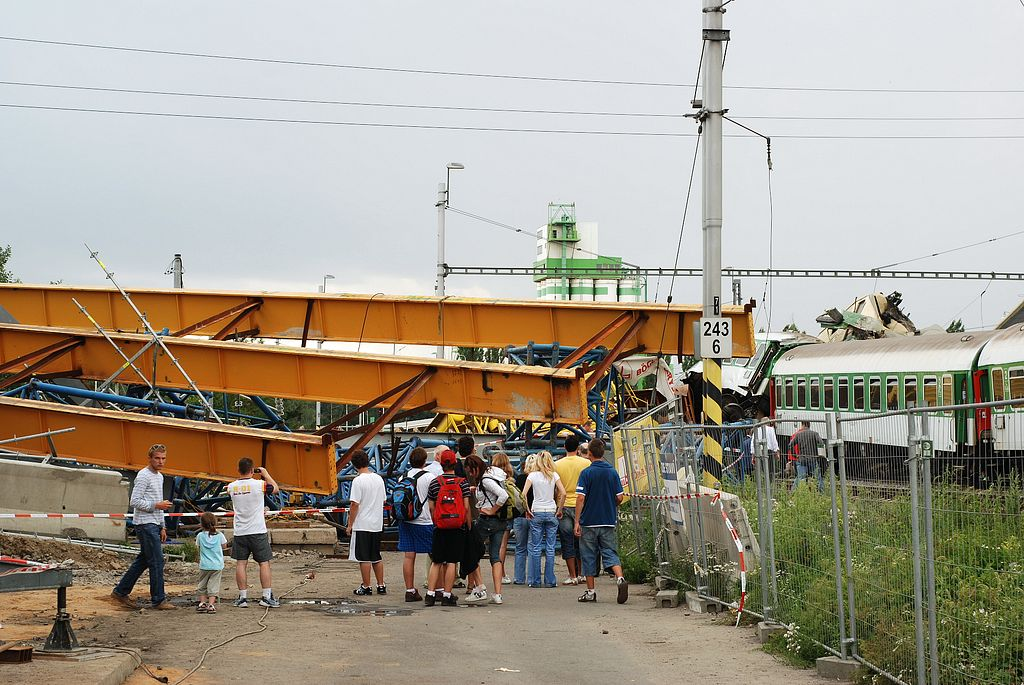
Zřícené pojezdové dráhy na příborské straně (8. srpna)

Dne 8. srpna 2008 dopoledne probíhaly přípravy na zasunutí konstrukce mostu. Stavební firma nevyhodnotila tyto činnosti jako natolik závažné, aby o nich informovala provozovatele dráhy (od 1. 7. 2008 SŽDC) a žádala ho o omezení provozu, takže vlaky po trati jezdily plnou rychlostí. Omezení dopravy a zvláštní dozor si stavbaři vyžádali až na večer.
Téměř maximální povolenou rychlostí proto k místu oprav přijížděl i o deset minut zpožděný EC 108 Comenius z Krakova do Prahy, tažený lokomotivou 151.018-9, s asi 400 cestujícími.
V 10:30 se opravovaný most rozvlnil a sjel z pomocných podpěr, z pohledu strojvedoucího na levé straně, a spadl do kolejiště, přímo před výše zmíněným vlakem EuroCity. Strojvedoucí Jiří Šindelář zaregistroval rozkmitání a pád mostu a v několika sekundách, které zbývaly do nárazu, stihl použít rychlobrzdu, stáhnout sběrače, zapískat a utéci z řídícího stanoviště do strojovny (její střední rám je nejpevnější místo lokomotivy, pod ním má v podobné situaci největší šanci na přežití). Přežil s lehkými zraněními a jeho jednání odborníci i mluvčí ČD označili za nejlepší možné. Podle záznamu rychlosti získaného při vyšetřování z lokomotivy bylo brzdění zahájeno v rychlosti 134 km/h (maximální povolená rychlost v tomto úseku je 140 km/h) a k nárazu došlo po ujetí 452 metrů od počátku brzdění v rychlosti 90 km/h.
Náraz lokomotivy zdeformoval, potrhal a posunul ležící most, jenž se zarazil o odstavené nákladní vagony, stojící na sousední koleji. Poté značně poškozená lokomotiva ještě vyjela na ležící mostní konstrukci a zastavila se. Několik vagónů za lokomotivou setrvačné síly zbytku vlaku vykolejily a vytlačily na ležící most, kde většinou zleva minuly lokomotivu a následně se ještě bočně střetly s odstavenými nákladními vagóny.

## Následky a záchranné práce

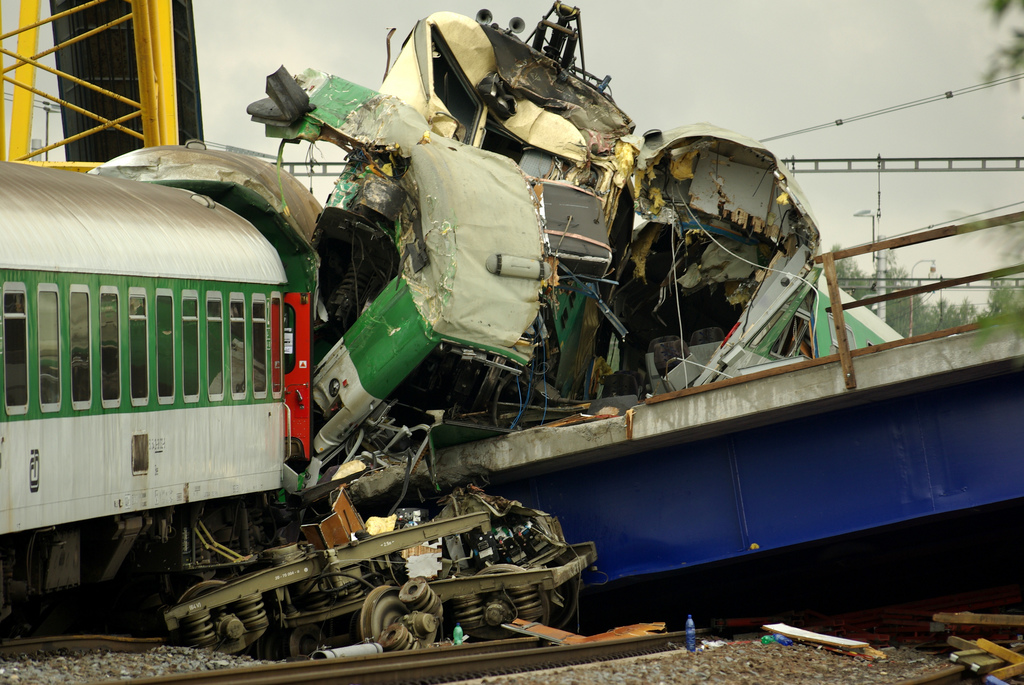
Detail havarovaného vlaku, modře natřený most s novou betonovou deskou

Při havárii či na místě bezprostředně po ní 6 lidí zemřelo a 67 bylo zraněno. Z mrtvých na místě šlo o čtyři ženy (tři Češky a Polku) a dva muže (Čechy), v nemocnici krátce poté zemřel třetí muž (Ukrajinec), čímž počet mrtvých vzrostl na sedm. Úmrtí osmé oběti, Polky, bylo oznámeno v médiích 30. září 2008. Vykolejila lokomotiva a první čtyři vagóny, na sousední koleji pak ještě tři vagóny nákladního vlaku. Drážní inspekce vyčíslila materiální škody, které utrpěla železnice, na 136 milionů Kč (120 milionů připadlo na soupravu EuroCity, 6 na nákladní vlak a 10 na trať). Škoda na mostě není započítána, stejně jako náklady na zprovoznění tratě a zajištění dočasné náhradní dopravy.
Jelikož došlo k havárii za bílého dne na okraji města a před lidmi, byly záchranné práce zahájeny prakticky okamžitě. První záchranářská jednotka, hasiči ze Studénky, dorazila na místo sedm minut po prvním volání o pomoc. Do akce se zapojilo celkem 22 kompletních požárních jednotek se 45 vozidly. Na místě zasahovalo celkem 151 hasičů, 46 zdravotnických záchranářů a 18 lékařů. Polsko nabídlo pomoc se záchrannými pracemi a kapacity svých nemocnic, ale jeho nabídku nebylo nutno využít. 45 sanitek a dva vrtulníky rozvezly zraněné do deseti nemocnic v Ostravě, Novém Jičíně, Frýdku-Místku, Opavě, Hranicích, Bílovci, Olomouci a Valašském Meziříčí. Nejtěžší případy přijala Fakultní nemocnice v Ostravě. Do dvou hodin od havárie byli všichni zranění v nemocnicích.
Místo havárie a zraněné také navštívili vedle vrcholných českých představitelů (mimo jiné premiér Mirek Topolánek a vicepremiér Jiří Čunek) i polský premiér Donald Tusk a polská ministryně zdravotnictví Ewa Kopaczová. Všichni vysoce ocenili vynikající práci českých záchranářů.
Trať byla zcela zneprůjezdněna, jednokolejný provoz obnoven po půlnoci 10. srpna 2008, úsekem projížděly pouze mezinárodní vlaky a rychlost byla omezena na 30 km/h. Opravě troleje bránily zbytky mostovky ležící na krajích tratě, takže vlaky byly přes úsek přetahovány dieselovými lokomotivami, vlaky Pendolino kvůli odlišným spřáhlům přes úsek nejezdily. Dne 17. srpna 2008 kolem 20. hodiny večer byl obnoven provoz na všech 5 kolejích a s elektrickou trakcí, avšak s rychlostí omezenou do 50 km/h, než se koleje usadí. Po dalších dvou týdnech má být dovolená rychlost zvýšena na 120 km/h a se začátkem listopadu na původních 140 km/h.

## Mezinárodní ohlas
Vzhledem k tomu, že šlo o mezinárodní vlak, kterým cestovala kromě Čechů i řada cizinců, zejména Poláků a Slováků, o případ se velmi zajímala i média těchto zemí. Reportáže však divákům přinesly i stanice jako BBC, CNN, Reuters či Al-Džazíra.
Vzhledem k tomu, že mezi cestujícími byla i řada fanoušků kapely Iron Maiden jedoucí na její pražský koncert, vydala kapela téhož dne prohlášení, že je událostí otřesena a že večerní koncert věnuje účastníkům tohoto strašného neštěstí. Při koncertě kapela vyzvala, po druhé písni, celý stadion, aby vstal, a zahrála píseň Revelations z alba Piece of Mind.

## Zjišťování příčin a odpovědnosti

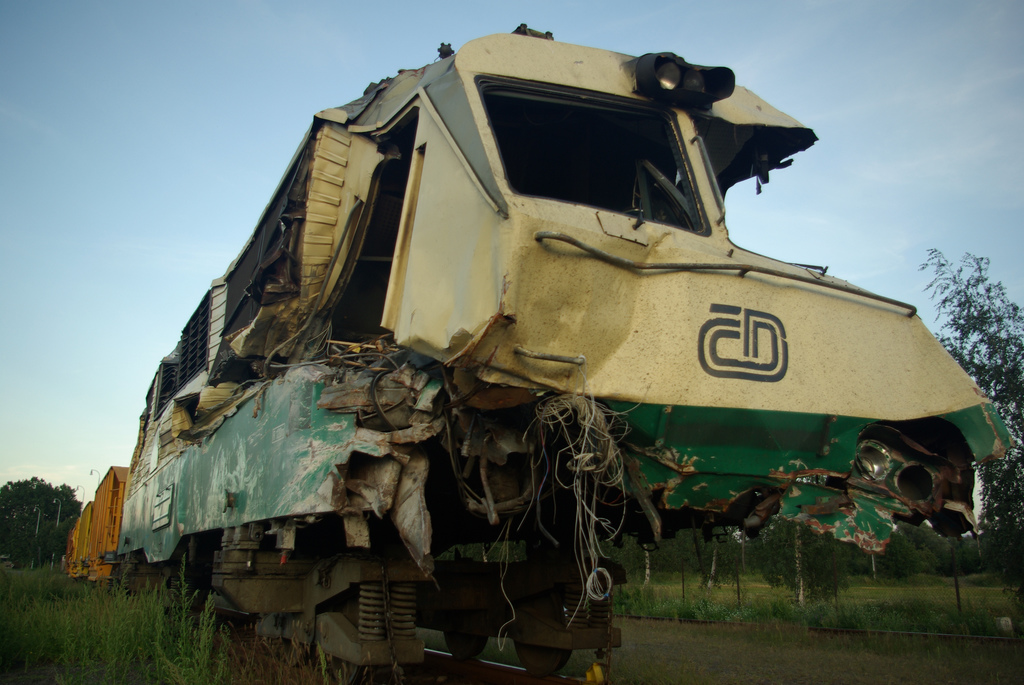
Odstavená zničená lokomotiva (11. srpna)

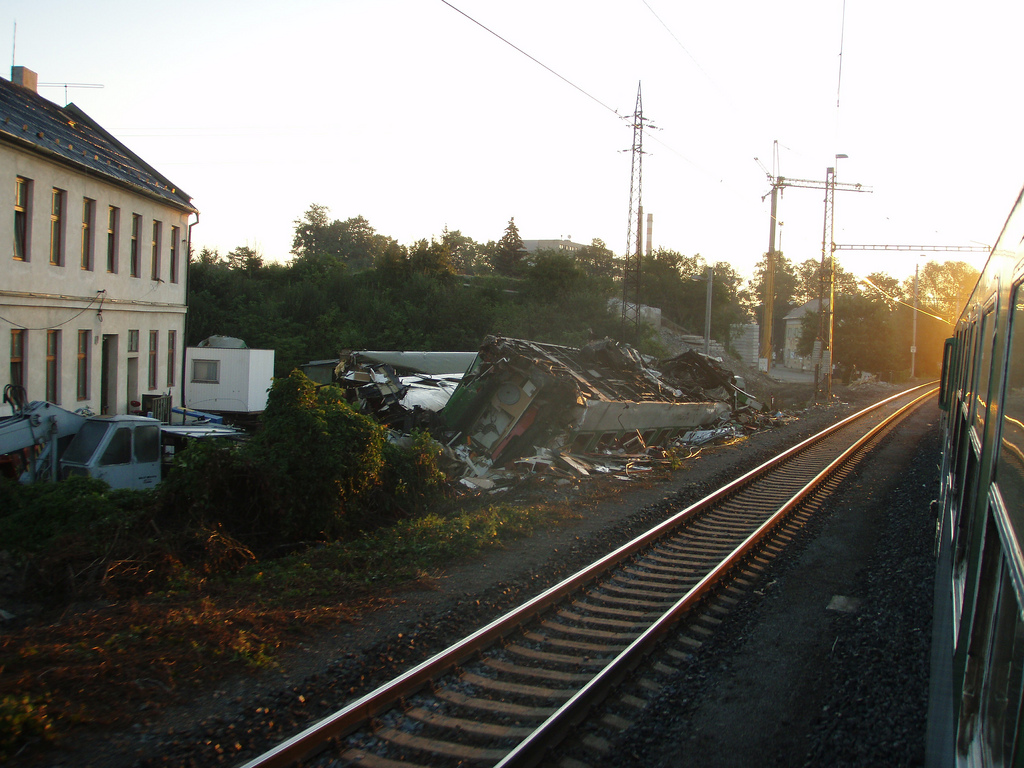
Zbytky rozdrceného vagonu (19. srpna)

České dráhy vyloučily, že by měly podíl na zavinění nehody, a obvinily stavitelskou firmu ODS - Dopravní stavby Ostrava, že na daný den neoznámila žádné práce na mostě, jinak že by snížily v daném úseku rychlost či dopravu zcela zastavily. Představitel stavební společnosti tvrdil, že na mostě v tu chvíli pracovala subdodavatelská firma Bögl a Krýsl, a mluvčí stavební společnosti prohlásil ještě v den nehody v pořadu ČT Události, komentáře, že jeho společnost splnila veškerou oznamovací povinnost a poskytla SŽDC kompletní harmonogram prací. V následující fázi rozhovoru ovšem připustil, že na čas havárie nic ohlášeno nebylo, protože šlo pouze o malé přípravné práce, kde není potřeba dráhy informovat, takže s nimi byl smluven dozor a mimořádná opatření až na večer, na samotné zasunutí.
Mluvčí ODS-DSO popřel, že by se při přípravných pracích manipulovalo s mostem nebo že by mohly mít podíl na jeho pádu, který musel nastat samovolně či z jiných příčin. Také řekl, že společnost je připravena přijmout zodpovědnost za katastrofu, ale že pokud jde o vinu, zde je třeba počkat na výsledek vyšetřování. Oficiální stanovisko společnosti z téhož večera obsahuje prakticky tytéž informace, opakuje navíc, že šlo o práce subdodavatelské firmy. Později ovšem musela firma připustit, že na stavbě byli i její lidé. Podle serveru Novinky.cz navíc soudní znalec, který si nepřál být jmenován, vyjádřil značné podivení nad tím, že firma nepovažuje přípravné práce za natolik významné, aby informovala dráhy, a že si je troufá provádět za plného provozu.
Firma Bögl a Krýsl nejprve popřela, že by v ten den měla s mostem pracovat, později připustila, že její zaměstnanci prováděli na stavbě přípravné práce. TV Nova upozornila, že to není první problém s mostem, který tato firma měla: lávka pro pěší a cyklisty, kterou před rokem zbudovala na Olomoucku, začala praskat ještě před tím, než mohly být provedeny zátěžové zkoušky.
Podrobnější popis prací ovšem naznačuje, že přípravné práce mohou zahrnovat i významnou manipulaci s částí struktur podpírajících zřícenou konstrukci a že se u mostu pracovalo s velkým jeřábem. Někteří svědci podle tisku vyjádřili přesvědčení o tom, že dělníci s mostem (resp. zřícenou částí mostu) manipulovali. Jistý svědek uvedl, že na staveništi mostu se pracovalo v rozporu s bezpečnostními předpisy, dělníci byli z Východu, pracovali zde načerno a popíjeli alkohol. V neděli 10. srpna vyšetřovatelé sdělili České televizi, že hlavní vyšetřovací verzí jsou technické nedostatky při stavbě mostu, konkrétně poddimenzovaná podpůrná konstrukce držící most.
Ve středu 13. srpna byli policií zatčeni dva inženýři firmy Bögl a Krýsl (Zdeněk Malý a Oldřich Magnusek), kteří byli den poté obviněni z obecného ohrožení. V prezentaci před novináři, kterou uspořádal vyšetřovací tým, byly předloženy důkazy, které poskytují pádné důvody se domnívat, že dotyční inženýři se vědomě dopustili řady hrubých pochybení, jejichž mohlo být zřícení mostu přímým důsledkem. Jako nejzásadnější byl uveden fakt, že dotyční částečně ignorovali a částečně naprosto neodborně, nedostatečně a v rozporu s předpisy svépomocí opravili (či nechali opravit) ohýbající se pojezdové nosníky. Ač si podle policie museli být vědomi hrubého narušení statiky stavby a z toho plynoucího rizika, nezastavili práce, nekonzultovali věc se statikem ani nevarovali řádným způsobem dráhy. Policie také naznačila, že má důkazy, že dotyční informovali své nadřízené z firmy ODS-DSO, kterým i poskytli fotografie poškozených roznášecích nosníků, navařených na vozíky, takže nevylučuje, že padnou další obvinění. Vyšetřovatelé dále sdělili, že nosníky nebyly určeny pro konstrukci tak vysoké hmotnosti.
Tyto argumenty byly později zpochybněny, neboť vozík s prohnutými prodlužovacími nosníky na stavbě v osudný den už nebyl[zdroj?] a statický výpočet ukazoval sice zátěž blízkou mezní, ale vyhovující.[zdroj?] Navíc se konstrukce sesula na straně méně zatížených podpěr. Rovněž nedostatečná únosnost použitých vozíků se nepotvrdila.[zdroj?] Je pravděpodobné, že příčinu destrukce je možno hledat v souběhu různých okolností - kromě hraničního dimenzování podpůrné konstrukce přichází do úvahy i nepřikotvení noh příhradových věží k podkladním silničním panelům, chybná manipulace se zvedacími lisy, jejich nesprávný typ, nesprávné vyrovnání konstrukce do vodorovné polohy, nebo její vychýlení v průběhu času, labilní vypodložení mezi mostovkou a pomocnými příčnými nosníky, spekuluje se o podílu případného poškození podpůrné konstrukce při vzpříčení pojezdových vozíků dva dny před nehodou, nedodržení technologického postupu ve snaze dohnat časové zpoždění atd. Znalec prof. Ing. Milan Holický, DrSc z Kloknerova ústavu ČVUT uvedl: "Stanovit jednoznačně, co bylo tou hlavní příčinou, bude velmi těžké, ne-li nemožné". V říjnu 2009 rozšířila policie obvinění na dalších 8 osob a nevyloučila obvinění dalších. Vyšetřování havárie bylo kriminalisty ukončeno v červnu 2010 obviněním 10 osob, vyšetřovací spis včetně příloh měl téměř 14 000 stran.

### Soudní řízení

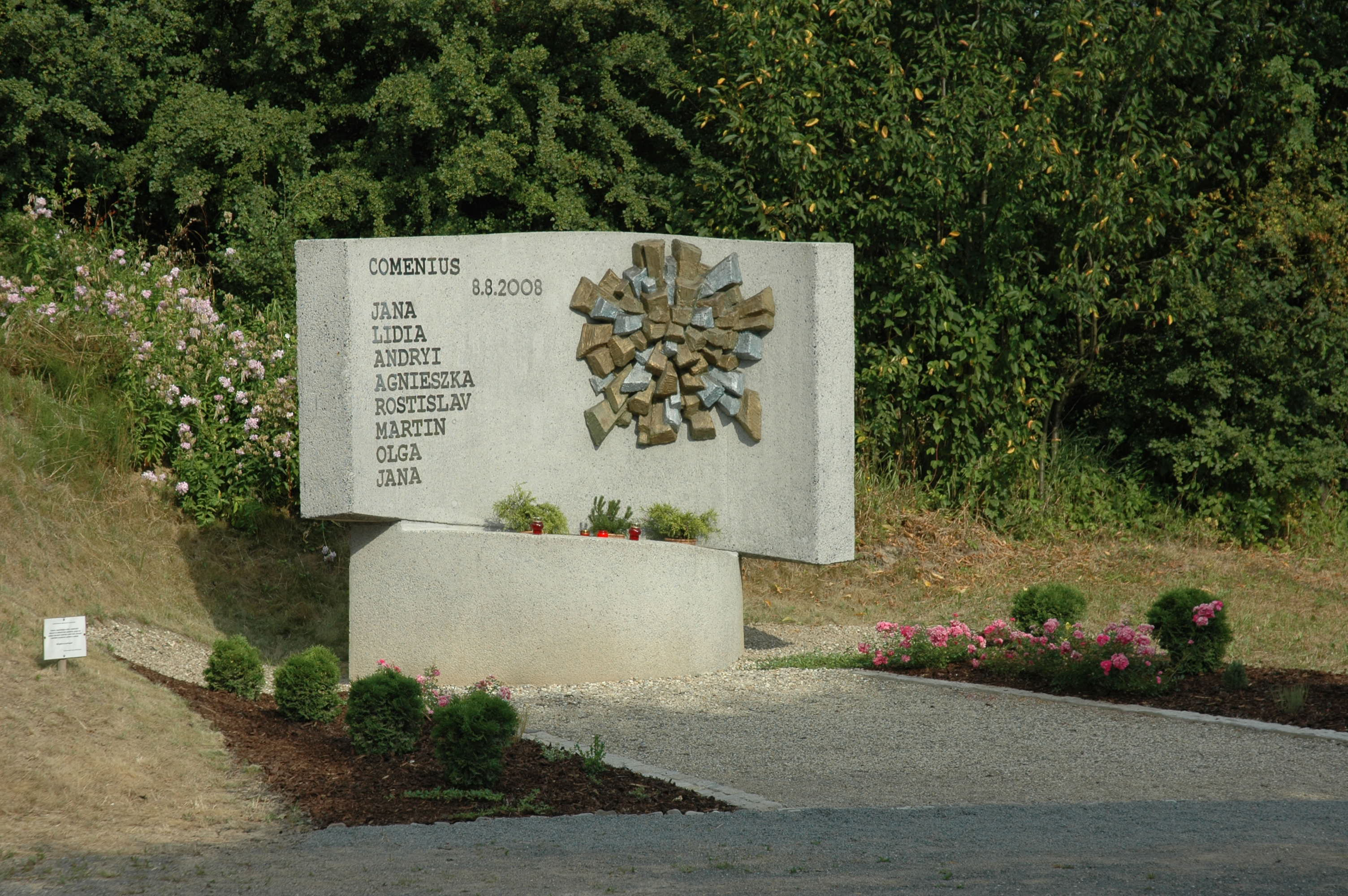
Památník neštěstí

Soudní řízení měl v pravomoci Okresní soud v Novém Jičíně. Přelíčení začalo 20. června 2011 v největší jednací síni Krajského soudu v Ostravě. Přípravy na soudní řízení byly komplikovány i faktem, že budova novojičínského soudu nedisponuje místností, do níž by se najednou vešla desítka obžalovaných, asi stovka zástupců poškozených, veřejnost a další zainteresované osoby. Původně bylo vytipováno pět různých míst, která nebyla zveřejněna. Pro výběr ostravské soudní síně se vedení okresního soudu rozhodlo především kvůli dobré dopravní dostupnosti z Novojičínska, kapacitě, odpovídajícímu technickému vybavení a zázemí pro soud.
Na lavici obžalovaných usedli vrchní stavbyvedoucí (ODS - Dopravní stavby Ostrava), mistr stavební výroby (ODS - Dopravní stavby Ostrava), projektant (ODS - Dopravní stavby Ostrava), ředitel ostravského závodu firmy Bögl a Krýsl, šéf technického úseku (Bögl a Krýsl), vedoucí montér (Bögl a Krýsl), skupinář zastupující vedoucího montéra (Bögl a Krýsl), živnostník pracující na základě smlouvy o dílo pro firmu Bögl a Krýsl a mostní technik Správy silnic Moravskoslezského kraje. Okresní soud v Novém Jičíně při hlavním líčení dne 7. prosince 2017 všechny obžalované zprostil obžaloby.
Předseda senátu zdůvodnil zprošťující rozsudek konstatováním, že soud neví, proč most spadl, neobjasnily to znalecké posudky ani doplňující výslechy znalců.
Jak je výše uvedeno, doprava byla obnovena poměrně rychle. Nicméně urychlené práce na odstranění následků nehodové události měly za následek, že nebylo provedeno podrobné kriminalistické ohledání místa činu, zajištění všech součástí, které by mohly poskytnout vypovídající důkazy. Například únavový lom materiálu, prasklý svar apod.
Krajský soud v Ostravě vrátil zprošťující rozsudek zpět novojičínskému soudu s tím, aby verdikt lépe zdůvodnil.
Okresní soud 26. srpna 2019 odročil jednání na podzim a 6. listopadu 2019 opět všechny obžalované zprostil obžaloby.
Krajský soud v Ostravě dne 8. října 2020 pět obžalovaných zprostil obžaloby. U dalších pěti toto zproštění ale zrušil. Případ se tak už potřetí dostal k okresnímu soudu v Novém Jičíně. 31. července 2021 tento soud vynesl rozsudek nad pěticí obžalovaných: Oldřich Magnusek a Zdeněk Malý - ze společnosti Bögl & Krýsl: tři a půl roku nepodmíněně. Oba se proti rozsudku odvolali. Miroslav Kovalík - Bögl & Krýsl, Michal Foniok a Petr Janouškovec - Dopravní stavby Ostrava (dnešní Eurovia): tresty od tří do pěti let podmíněně. Trojice si ponechala lhůtu na odvolání.
Třetí odvolací líčení u krajského soudu v Ostravě bylo ukončeno pravomocnými rozsudky v září 2022. Všech pět výše zmiňovaných zástupců stavebních firem obdrželo tříletý trest s podmíněným odkladem na 3 až 3,5 roku. Soud při svém rozhodování zohlednil i délku trvání soudního řízení.

## Památník
Tři roky po havárii byl díky občanskému sdružení Comenius 2008 v místě neštěstí odhalen památník obětem neštěstí. Památník vytvořil sochař Miroslav Rybička, který při jeho vzniku využil železobetonové konstrukce zříceného mostu. Na památníku jsou umístěna křestní jména obětí této nehody.